# Насрудинов Шамиль
Шамиль Насрудинов — тренер-преподаватель Дагестанской федерации каратэ.

## Биография
Родился в республике Дагестан в городе Буйнакск.
Учился в школе № 38 в городе Махачкале. Закончил Дагестанский государственный педагогический университет по направлению «физическая культура и безопасность жизнедеятельности» кафедры спортивно-педагогических дисциплин.
Спортивную карьеру завершил в 2012 году — за время выступлений получил звание мастера спорта СССР и мастера спорта России, неоднократно выигрывал международные турниры по каратэ и боям без правил, стал чемпионом Дагестана по полноконтактным боям в 1994 году. В 2005-м стал чемпионом России по каратэ.
Тренерскую деятельность начал в 1996.
Воспитал спортсменов, которые в дальнейшем получили звания чемпионов мира, Европы и России — Омар Омаров, Заур Гасанов, Гаджи Джамалов, Шамиль Ичалов, Шамиль Магомедов, Башир Атакишиев.
На данный момент преподает в спортивном клубе по каратэ «Эверест».

## Награды и звания
- мастер спорта СССР,
- мастер спорта России,
- Чемпион России 2005 года по каратэ,
- победитель «Кубка Богемы» 2012 по каратэ в Праге,
- заслуженный тренер Дагестана по каратэ,
- тренер года Дагестанской федерации боевых искусств,
- номинант на награду «Лучшие из лучших» среди тренеров.